# طارق كادا
طارق كادا (26 مايو 1996 بالناظور في المغرب - ) هو لاعب كرة قدم مغربي في مركز الهجوم. شارك مع منتخب هولندا تحت 19 سنة لكرة القدم. أما مع النوادي، فقد لعب مع نادي هيرنفين وهيراكليس ألميلو والنادي الأهلي البحريني و نادي الحد البحريني و نادي بيشة السعودي.

## وصلات خارجية
- طارق كادا على موقع قاعدة بيانات كرة القدم.إي يو (الإنجليزية)
- طارق كادا على موقع Soccerway.com (الإنجليزية)
- طارق كادا على موقع عالم كرة القدم.نت (الإنجليزية)